# Marco Ricci (festő, 1676–1730)

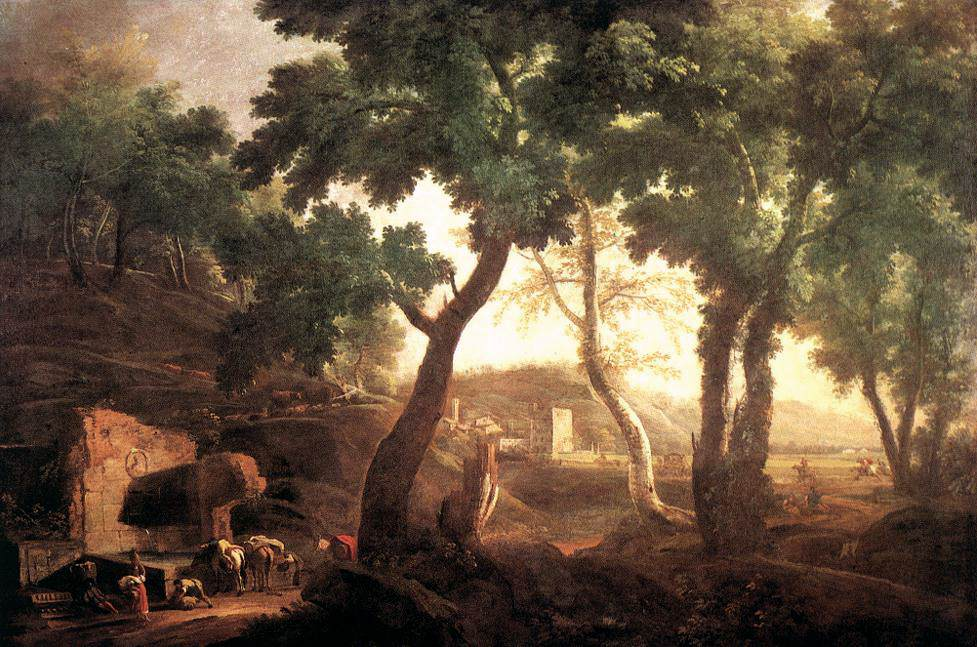

Marco Ricci (Belluno, Velencei Köztársaság, 1676. június 5. – Velence, 1730. január 21.) olasz festő.

## Élete
Marco Ricci 1676. június 5-én született az olaszországi Bellunóban, művészcsaládban. 
Először nagybátyjánál, Sebastiano Riccinél tanult. Miután egy verekedés során gyilkosságba keveredett, Marco Dalmáciába menekült, ahol négy évet töltött egy tájképfestőnél tanoncként, majd 1705-ben Milánóban Alessandro Magnasco tanítványa lett. Később Firenzébe és Rómába ment, ahol egy ideig a festészet perspektivikus nézeteivel foglalkozott, majd útban Angliába megállt, hogy tanulmányozza a holland tájképfestészetet, ezután közel két évet töltött Londonban, ahol operák és  magánlakások díszleteit készítette.
1716-ban Velencében folytatta a színpadi munkákat, Sebastiano műveihez festett háttértájakat. Körülbelül 1720-ban  kis tájképeket festett temperával bőrre. Függetlenül attól, hogy kicsi vagy nagy, Capriccio vagy ősi romok, Marco egyesítette az egyszerűséget és a realizmust, a holland és flamand művészetet, a barokk színpadi fantáziákat, a kulcsfontosságú velencei tájművészetet. Ő volt az egyik első etchers a tizennyolcadik századi Velencében.  Marco Riccire mint új velencei tájstílus kezdeményezőjére lehet tekinteni, amivel azonnal nemzetközi sikereket aratott.
Tanítványai között volt Domenico és Giuseppe Valeriano is.
1730. január 21-én, 53 évesen Velencében érte a halál.